# Madrigal de la Vera
Madrigal de la Vera település Spanyolországban, Cáceres tartományban. Madrigal de la Vera Candeleda, Oropesa, Villanueva de la Vera és Bohoyo községekkel határos. Lakosainak száma 1533 fő (2024).

## Népesség
A település népessége az elmúlt években az alábbi módon változott:
| Lakosok száma | 1803 | 1733 | 1742 | 1819 | 1815 | 1751 | 1614 | 1579 | 1566 | 1533 |
|               | 2001 | 2004 | 2006 | 2009 | 2011 | 2014 | 2016 | 2019 | 2021 | 2024 |